# Municipio de Portsmouth (Míchigan)
El municipio de Portsmouth (en inglés: Portsmouth Township) es un municipio ubicado en el condado de Bay en el estado estadounidense de Míchigan. En el año 2010 tenía una población de 3306 habitantes y una densidad poblacional de 63,14 personas por km².

## Geografía
El municipio de Portsmouth se encuentra ubicado en las coordenadas 43°33′30″N 83°49′47″O / 43.55833, -83.82972. Según la Oficina del Censo de los Estados Unidos, el municipio tiene una superficie total de 52.36 km², de la cual 51,93 km² corresponden a tierra firme y (0,82 %) 0,43 km² es agua.

## Demografía
Según el censo de 2010, había 3306 personas residiendo en el municipio de Portsmouth. La densidad de población era de 63,14 hab./km². De los 3306 habitantes, el municipio de Portsmouth estaba compuesto por el 97,22 % blancos, el 0,64 % eran afroamericanos, el 0,42 % eran amerindios, el 0,21 % eran asiáticos, el 0,85 % eran de otras razas y el 0,67 % eran de una mezcla de razas. Del total de la población el 3,9 % eran hispanos o latinos de cualquier raza.